# Castillo de Egeskov

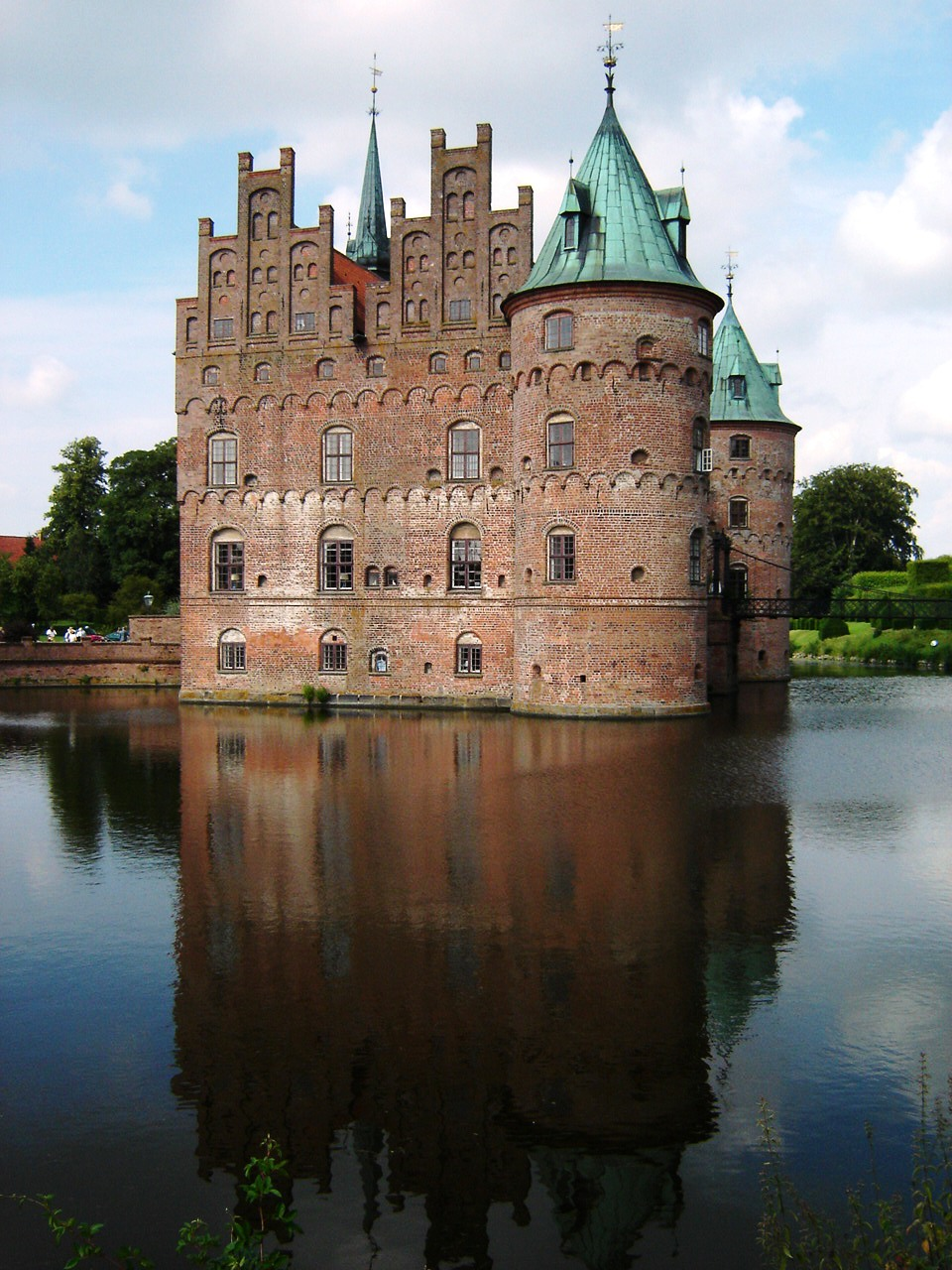
El castillo de Egeskov, vista desde el lago.

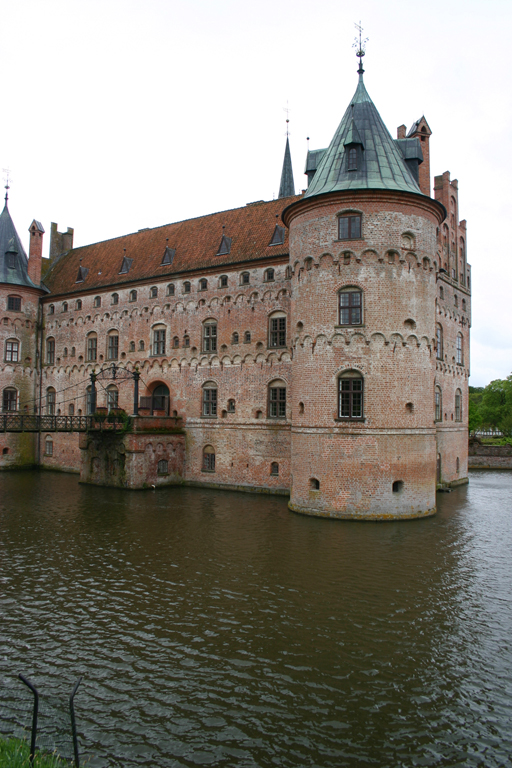
El castillo de Egeskov, otra vista desde el lago.

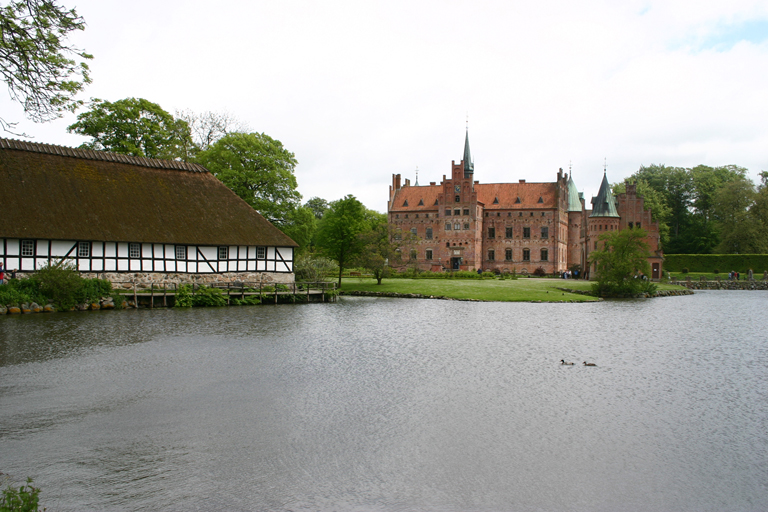
El castillo de Egeskov, otra vista de la fachada principal, con el lago en primer plano y el Ladegården a la izquierda.

El castillo de Egeskov (en danés Egeskov Slot) es un castillo situado en el sur de la isla de Fionia, Dinamarca. El castillo es de estilo renacentista y es el mejor conservado de Europa, por lo que se refiere a castillos que se encuentren rodeados de agua. Aunque la historia de Egeskov se remonta al siglo XV, la estructura del castillo fue erigida por Frands Brockenhuus en 1554.
Debido a los problemas e inestabilidades causados por la Guerra Civil en 1534-1536 (conocida por la historiografía anglosajona y danesa como Guerra del conde, en danés Grevens fejde), una guerra civil que introdujo en Dinamarca la Reforma Protestante, la mayor parte de la nobleza danesa construyó sus residencias planificándolas como auténticas fortalezas. Así, el castillo está construido sobre pilotes de roble y localizado en un pequeño lago con una profundidad máxima de cinco metros. En un primer momento, el único acceso desde el exterior al castillo era a través de un puente levadizo. Según la leyenda, se necesitó un bosque entero de robles para construir los cimientos del edificio, y de ahí derivaría el nombre de Egeskov (bosque de robles).

## Arquitectura
El castillo consiste en realidad en dos edificios distintos alargados y conectados entre sí por una pared de doble grosor, permitiendo así a los defensores del mismo abandonar una de ellos y seguir luchando en el otro. La pared doble posee más de un metro de espesor y alberga escaleras secretas y un pozo. Por otra parte, estaba diseñado de modo que los defensores podían atacar por ambos flancos a los asaltantes desde las dos torres redondas de las esquinas. Otras defensas de tipo medieval incluyen portones para la artillería, matacanes o saeteras. Los ladrillos con los que se edificó el castillo son de un tipo medieval de gran tamaño, a veces llamado ladrillo de monjes. Las torres cónicas están construidas en una serie de paneles separados.
El conjunto incluye ventanas en arco rebajado, en arco de medio punto y otros, rematadas algunas de ellas por gabletes, así como un doble cordón de arquillos ciegos entre la primera y la segunda plantas, además de un cordón entre el sótano levantado y la planta baja. La estructura tiene una primitiva fontanería, una de las primeras usadas en Europa, con ejes verticales para el desagüe de las aguas sucias. La gruesa pared doble también contiene canalizaciones de agua limpia que desembocan en la cocina de los criados, situada en la casa oriental.

## Jardines, otros edificios y terrenos próximos
Otro edificio que forma parte de Egeskov es Ladegården, con armazón de madera, que se encuentra cubierta con paja y que actualmente es parte del museo. Otros edificios auxiliares están en uso, bien sea por el museo, bien para labores agrícolas.
El castillo está rodeado por un antiguo parque, que tiene una superficie total de 200 000 metros cuadrados. El parque se encuentra dividido en un elevado número de jardines. El jardín renacentista destaca por sus fuentes, un camino de grava y figuras del arte de la topiaria.
El jardín de fuchsias, uno de los más grandes de Europa, contiene 104 especies diferentes. Entre los jardines inmediatos al castillo figuran un jardín inglés, un jardín acuático, un jardín de hierbas, un jardín de verduras y un jardín campesino. En los jardines también destacan cuatro laberintos de seto. El más antiguo es un laberinto con un haya de varios cientos de años de edad. Este jardín es revisado cada año para prevenir la muerte de los árboles. El laberinto más moderno es el laberinto de bambú, el mayor del mundo de dichas plantas. Destaca en él una torre en estilo chino en su centro, a la vez que un puente que parte de la torre proporciona la salida del laberinto. Existe también un reloj de sol diseñado por el poeta y matemático danés Piet Hein.
La propiedad incluye otros ocho kilómetros cuadrados más, de los que 2,5 son forestales, estando el resto formado por tierras de labranza. La finca perteneció a la familia Ahlefeldt-Laurvig-Bille a partir de 1784. En 1986 se construyó una réplica de tamaño natural del castillo en Hokkaidō (Japón) para albergar un acuario, con el permiso de quienes por entonces eran los dueños de Egeskov, el Conde Claus y la Condesa Louisa Ahlefeldt-Laurvig-Bille.

## Museos
En la actualidad, el castillo de Egoskov acoge diversos museos o colecciones:
- Colección de automóviles antiguos.
- Colección de motocicletas antiguas.
- Colección museística sobre la historia de la agricultura y colección de coches de caballos, en el Ladegården.
- Colección de aparatos voladores.
- Colección de vehículos de bomberos y otros vehículos de emergencias, de la empresa danesa Falck.

La mayor parte del castillo se encuentra abierta al público, con la excepción de las zonas reservadas para el uso privado por el conde Michael y la condesa Margrethe Ahlefeldt-Laurvig-Bille, actuales propietarios.
El Museo de agricultura y la colección de coches de caballos se hallan en el Ladegården, mientras que la colección de automóviles antiguos, motocicletas antiguas, vehículos de la empresa Falck y aparatos voladores (inclusive aeroplanos y helicópteros) ocupan tres grandes edificios de factura moderna. La colección Falck es una colección de vehículos de la empresa danesa de rescate Falck, vehículos de emergencias como camiones antiincendios, ambulancias, barcos de rescate marítimo y otros vehículos variados de emergencias.